# Olympische Winterspiele 1956/Teilnehmer (Südkorea)
| Gelbes Symbol für Goldmedaillen mit stilisierten Olympischen Ringen | Graues Symbol für Silbermedaillen mit stilisierten Olympischen Ringen | Braundes Symbol für Bronzemedaillen mit stilisierten Olympischen Ringen |
| ------------------------------------------------------------------- | --------------------------------------------------------------------- | ----------------------------------------------------------------------- |
| —                                                                   | —                                                                     | —                                                                       |

Südkorea nahm an den VII. Olympischen Winterspielen 1956 in der italienischen Gemeinde Cortina d’Ampezzo mit einer Delegation von vier männlichen Athleten teil, die alle im Eisschnelllauf starteten. Keinem gelang ein Medaillengewinn.

## Teilnehmer nach Sportarten

### Eisschnelllauf
Männer
- Jang Yeong
500 m: 28. Platz (43,5 s)
1500 m: 29. Platz (2:16,7 min)
5000 m: 23. Platz (8:17,6 min)

- Jo Yun-sik
500 m: 34. Platz (44,0 s)
1500 m: 42. Platz (2:20,0 min)

- Kim Chong-soon
1500 m: 44. Platz (2:20,5 min)
5000 m: 36. Platz (8:34,3 min)
10.000 m: 30. Platz (17:52,6 min)

- Pyung Chang-nam
1500 m: 51. Platz (2:23,5 min)
5000 m: 37. Platz (8:36,7 min)